# シェモヴィト1世

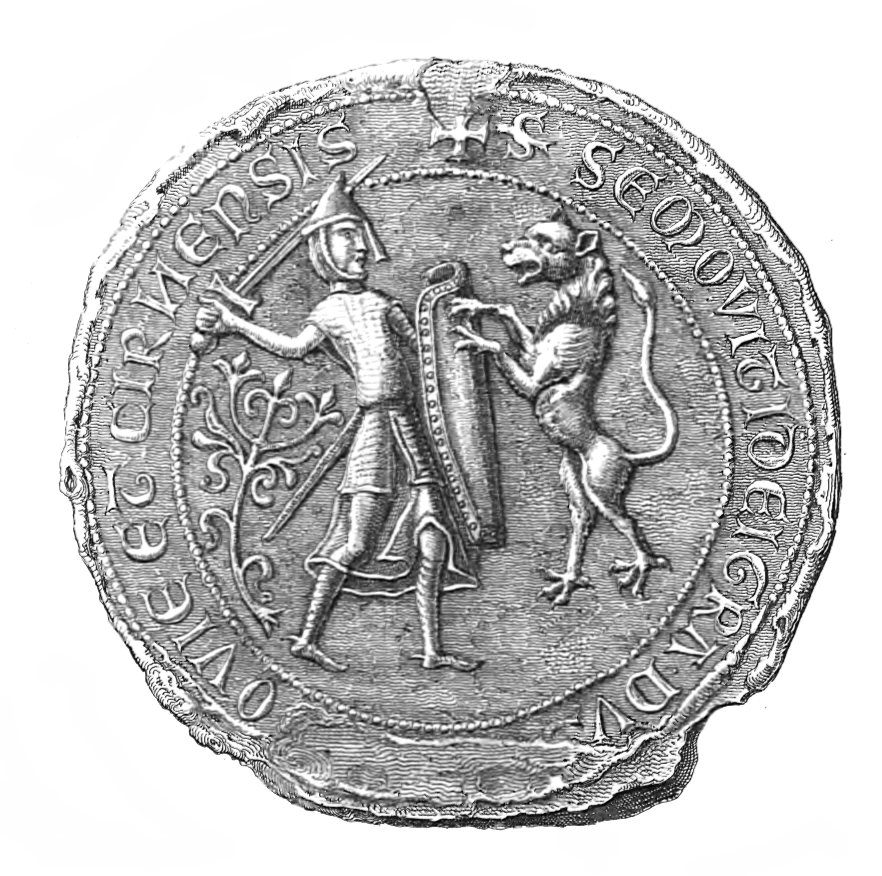
シェモヴィト1世の印璽、1262年

シェモヴィト1世（ポーランド語：Siemowit I mazowiecki, 1215年頃 - 1262年6月23日）は、チェルスク公（在位：1247年 - 1248年）、マゾフシェ公（在位：1248年 - 1262年）、シェラツ公（在位：1259年 - 1260年）。マゾフシェ公コンラト1世の3男、母はノヴホロド＝シーヴェルスキー公スヴャトスラフの娘アガフィア。

## 生涯
1247年に父が亡くなると、シェモヴィトはシェラツ、ウェンチツァ、チェルスクを相続した。次兄のカジミェシュ1世は既にクヤヴィ公国を与えられていた。シェモヴィトはマゾフシェ公国を相続した長兄ボレスワフ1世の軍事的な後援のおかげで、チェルスクを保持することに成功した。
しかしボレスワフ1世が1248年の春に亡くなったことで、マゾフシェ地方における勢力図は一変することになった。ボレスワフ1世は年の近い弟であるカジミェシュ1世をさしおいて、下の弟シェモヴィト1世に自分の遺領を全て相続させたのである。ボレスワフ1世の死に伴う混乱に乗じて、カジミェシュ1世はドブジン・ナド・ヴィスウォンの要塞を占拠した。シェモヴィト1世はマゾフシェ公国の後継ぎとなる代わり、次兄カジミェシュ1世にシェラツとウェンチツァを差し出した。これにより、シェモヴィト1世はマゾフシェ公国が抱えるヨトヴィング人及びドイツ騎士団との軍事的な係争に集中することが出来た。
領国が恒常的にバルト諸部族の襲撃を受けるという難題に直面したシェモヴィト1世は、同様の問題に悩まされていたルーシのハールィチ・ヴォルィーニ大公ダヌィーロと同盟関係を結び、その娘ペレヤースラウァを妻に迎えた。1248年、シェモヴィト1世はポーランド君主であるボレスワフ5世（純潔公）、舅のダヌィーロ及び兄カジミェシュ1世と連合軍を結成し、ヨトヴィング人に対する大規模な軍事遠征を行っている。この遠征が成功に終わったことで、ヨトヴィング人の脅威には数年のあいだ悩まされずに済んだ。連合軍は1253年と1255年にもヨトヴィング人に対する遠征に出向いている。
シェモヴィト1世とハールィチ・ヴォルィーニ大公ダヌィーロは、自分達だけでは現在のリトアニアに住む異教徒と張り合うだけの力が足りないと考えていた。両者はドイツ騎士団と同盟を結び、ドイツ騎士団は2人を支援する代わりに、シェモヴィト1世が征圧する予定のヨトヴィング人の土地の3分の1を譲られることが決まった。この同盟は1257年、1260年にそれぞれ更新され、継続されている。
シェモヴィト1世とドイツ騎士団との協力関係は思ったほどうまく働かなかった（両者が同盟を結んだ直後の1258年には、教皇アレクサンデル4世が騎士団の残虐ぶりを非難している）。シェモヴィト1世はその後もバルト諸部族と敵対し続け、一方のドイツ騎士団は着実にバルト海沿岸部を征服していった。
シェモヴィト1世を悩ませたもう一つの問題が、兄カジミェシュ1世との関係であった。カジミェシュ1世は、シェモヴィト1世がドイツ騎士団と同盟を結んで軍事力を強めたので、勢いを得たことで自分に戦争を仕掛けてくるかもしれないと恐れ、不安に駆られてシェモヴィト1世を捕えて監禁した。しかし監禁の翌年、ボレスワフ5世やポモジェの諸公との戦争で支援すると約束してくれた勢力からシェモヴィト1世を解放するよう迫られたカジミェシュ1世は弟を解放した。
カジミェシュ1世の強引な政治手法は近隣諸公の反発を招いていたが、1259年、ヴィエルコポルスカ公ボレスワフ（敬虔公）とその同盟者であるポモジェの諸公が、ボレスワフ5世とシェモヴィト1世及びハールィチ・ヴォルィーニ大公ダヌィーロを仲間に引き入れてクヤヴィ公国に対する大規模な攻撃を行った。連合軍は勝利を収め、シェモヴィト1世は兄にシェラツ公国を譲らせた。翌1260年、シェモヴィト1世はシェラツ公国をカジミェシュ1世の長男であるレシェク（黒公）に与えた。
ヨトヴィング人の「平定」には成功したものの、シェモヴィト1世の領するマゾフシェ公国には、強力な異教徒部族リトアニアと接することになった。1262年の春、リトアニア人はマゾフシェ公国に対する大規模な遠征に打って出た。公国の首都プウォツクはヴィスワ川を渡ってきたリトアニア人によって焼き尽くされ、ヤズドゥフの要塞も占拠され、シェモヴィト1世も6月23日、リトアニア人との交戦中に殺された。

## 子女
1248年、ハールィチ・ヴォルィーニ大公ダヌィーロの娘ペレヤースラウァと結婚した。夫妻は3人の子女をもうけた。
1. コンラト2世（1248年/1250年 - 1294年6月23日）
2. ボレスワフ2世（1251年以後 - 1313年4月20日）
3. サロメア（? - 1301年） - 修道女

| 先代 ボレスワフ1世 | マゾフシェ公 1248年 - 1262年 | 次代 コンラト2世 |